# Thymus karavaevii
Thymus karavaevii là một loài thực vật có hoa trong họ Hoa môi. Loài này được Doronkin miêu tả khoa học đầu tiên năm 1997.